# Regierungsbezirk Leipzig
| Oversigtskort                      | Oversigtskort    |
| ---------------------------------- | ---------------- |
|                                    |                  |
| Statistik                          |                  |
| Delstat:                           | Sachsen          |
| Hovedstad:                         | Leipzig          |
| Areal:                             | 4,385.80 km²     |
| Indbyggere:                        | 1,085,526 (2001) |
| Befolkningstæthed:                 | 248 pr. km²      |
| Kort                               |                  |
| Regierungsbezirk Leipzig i Sachsen |                  |

Leipzig er en af de tre regierungsbezirk i den tyske delstat Sachsen, Tyskland, som ligger i den nord-vestlige del af delstaten.
| Landkreise                                                                   | Kreisfri by |
| ---------------------------------------------------------------------------- | ----------- |
| 1. Delitzsch 2. Döbeln 3. Leipziger Land 4. Muldentalkreis 5. Torgau-Oschatz | 1. Leipzig  |

51°20′N 12°50′Ø / 51.33°N 12.83°Ø
|  | Infoboks uden skabelon Denne artikel har en infoboks dannet af en tabel eller tilsvarende. |